# 만경고등학교
만경고등학교(萬頃高等學校)는 대한민국 전북특별자치도 김제시 만경읍 만경리에 있는 사립 고등학교이다.

## 학교 연혁
- 1949년 9월 29일 : 만경학원 개강
- 1954년 5월 22일 : 만경고등학교 설립인가
- 1954년 5월 22일 : 교장 곽용훈, 이사장 곽희열 취임
- 1964년 4월 25일 : 재단법인을 학교법인 만경학원으로 변경
- 1971년 12월 7일 : 6학급 인가
- 1980년 11월 7일 : 15학급 승인
- 2022년 5월 24일 : 이사장 박달심 취임
- 2022년 9월 1일 : 교장 두용완 취임
- 2023년 2월 9일 : 제67회 졸업

## 참고 자료
- 만경고등학교 - 한국교육학술정보원 학교알리미